# Proterorhinus
Proterorhinus es un género de peces de la familia Gobiidae y de la orden de los Perciformes.

## Especies
- Proterorhinus marmoratus (Pallas, 1814)
- Proterorhinus semilunaris Heckel, 1837
- Proterorhinus semipellucidus Kessler, 1863
- Proterorhinus tataricus Freyhof and Naseka, 2007

- Datos: Q510079
- Multimedia: Proterorhinus / Q510079
- Especies: Proterorhinus